# Cyclocystoidea
Cyclocystoïdes
Classe
Les Cyclocystoidea (cyclocystoïdes en français) sont une classe d'échinodermes du Paléozoïque, connus uniquement sous forme fossile (Ordovicien-Dévonien, 471,8 - 379,5 Ma).

## Systématique
La classe des Cyclocystoidea a été créée en 1895 par les paléontologues américains Samuel Almond Miller (d) (1837-1897) et William Frank Eugene Gurley (d) (1854-1943),.

## Description et caractéristiques
Les Cyclocystoidea se présentent sous la forme de petits disques arrondis composé de plaques imbriquées, et encerclés par un anneau marginal rigide, composé de grosses plaques en relief marqué et visiblement séparées (sans doute articulées), lui-même entouré d'une « jupe » flexible. La face inférieure du disque porte cinq rayons buccaux se rejoignant au centre (où se trouve la bouche) et probablement bordés de podia flexibles ; ils peuvent être ramifiés ou pas. La face supérieure est protégée par des plaques calcaires polygonales, portant cinq perforations centrales, entourant l'anus.

### Écologie et comportement
On sait encore peu de choses sur la biologie de ce groupe. Ils semblaient capables de se déplacer et étaient probablement microphages.

## Registre fossile
Les fossiles classés dans ce groupe apparaissent au début de l'Ordovicien moyen (-471,8 Ma -millions d'années-) en Amérique et disparaissent au milieu du Dévonien (-379,5 Ma) en Europe.

## Phylogénie
Malgré leur ressemblance superficielle avec les Edrioasteroidea, les Cyclocystoidea sont souvent considérés comme faisant partie du sous-embranchement des Echinozoa (avec les oursins).

## Liste des sous-taxons
Selon Paleobiology Database (13 juin 2022) :
- † famille des Apycnodiscidae Boczarowski, 2001
- † famille des Cyclocystoididae Miller, 1882
- † famille des Moroccodiscidae Reich et al., 2017

Les genres validés par Smith & Paul 1982 dans la famille des Cyclocystoididae sont les suivants : 
- Cyclocystoides Salter & Billings, 1858
- Narrawayella Foerste, 1920
- Actinodiscus Smith & Paul 1982
- Apycnodiscus Smith & Paul 1982
- Diastocycloides Smith & Paul 1982
- Polytryphocycloides Smith & Paul 1982
- Sievertsia Smith & Paul 1982
- Zygocycloides Smith & Paul 1982

## Publication originale
- (en) S. A. Miller et Wm. F. E. Gurley, « Description of New Species of Palaeozoic Echinodermata », Bulletin of the Illinois State Museum of Natural History, Springfield, The Illinois State Museum, vol. 6,‎ 5 avril 1895, p. 1-62 (ISSN 0885-0410, OCLC 1752624, lire en ligne).